# Su Hui
Su Hui (chiń. 苏辉; ur. 23 marca 1982 r. w Xi’an, Shaanxi) – chiński wioślarz, reprezentant Chińskiej Republiki Ludowej w wioślarskiej dwójce podwójnej podczas Letnich Igrzysk Olimpijskich w Pekinie.
Su Hui został wykluczony z konkurencji dwójek podwójnych, kiedy Zhang Liang nie pojawił się na eliminacjach w konkurencji jedynek i tym samym został zdyskwalifikowany. Zgodnie z międzynarodowymi zasadami wioślarstwa został zdyskwalifikowany także w konkurencji dwójki podwójnej.

## Osiągnięcia
- Igrzyska Olimpijskie – Ateny 2004 – jedynka – 15. miejsce[1].
- Mistrzostwa Świata – Monachium 2007 – dwójka podwójna – 15. miejsce[1].
- Igrzyska Olimpijskie – Pekin 2008 – dwójka podwójna – wykluczony[1].